# Ecliptopera subfalcata
Ecliptopera subfalcata là một loài bướm đêm trong họ Geometridae.